# 서울동신초등학교
서울동신초등학교는 대한민국 서울특별시 성북구에 있는 공립 초등학교이다.

## 연혁
- 1948년 10월 1일 : 서울동신초등학교 설립 인가(초대 장덕성 교장 취임)
- 1948년 11월 1일 : 서울동신초등학교 개교
- 2005년 11월 1일 : 제57주년 개교기념 타임캡슐 안치 및 「고며게」학습원 개원
- 2006년 3월 13일 : 서울동신초등학교병설유치원 개원식
- 2006년 5월 29일 : 동신관 개관식(과학실2, 멀티미디어실2, 도서실, 음악실, 체육관 등)
- 2012년 3월 2일 ~ 2016년 2월 26일 : 제 24대 김재식교장 부임
- 2013년 11월 9일 : 서울동신초등학교 총 동문회 창립
- 2016년 2월 16일 : 제63회 졸업식(남46, 여39 계85명/누계: 남 12,585, 여 11,007 계 23,592명)
- 2016년 3월 2일 ~ 2020년 8월 31일 : 제25대 김진화 교장 부임
- 2020년 9월 1일 ~ 2024년 8월 31일 : 제26대 이녹범 교장 부임
- 2024년 9월 1일 ~ : 제27대 신명애 교장 부임

## 동문
한문자